# Fashodai incidens

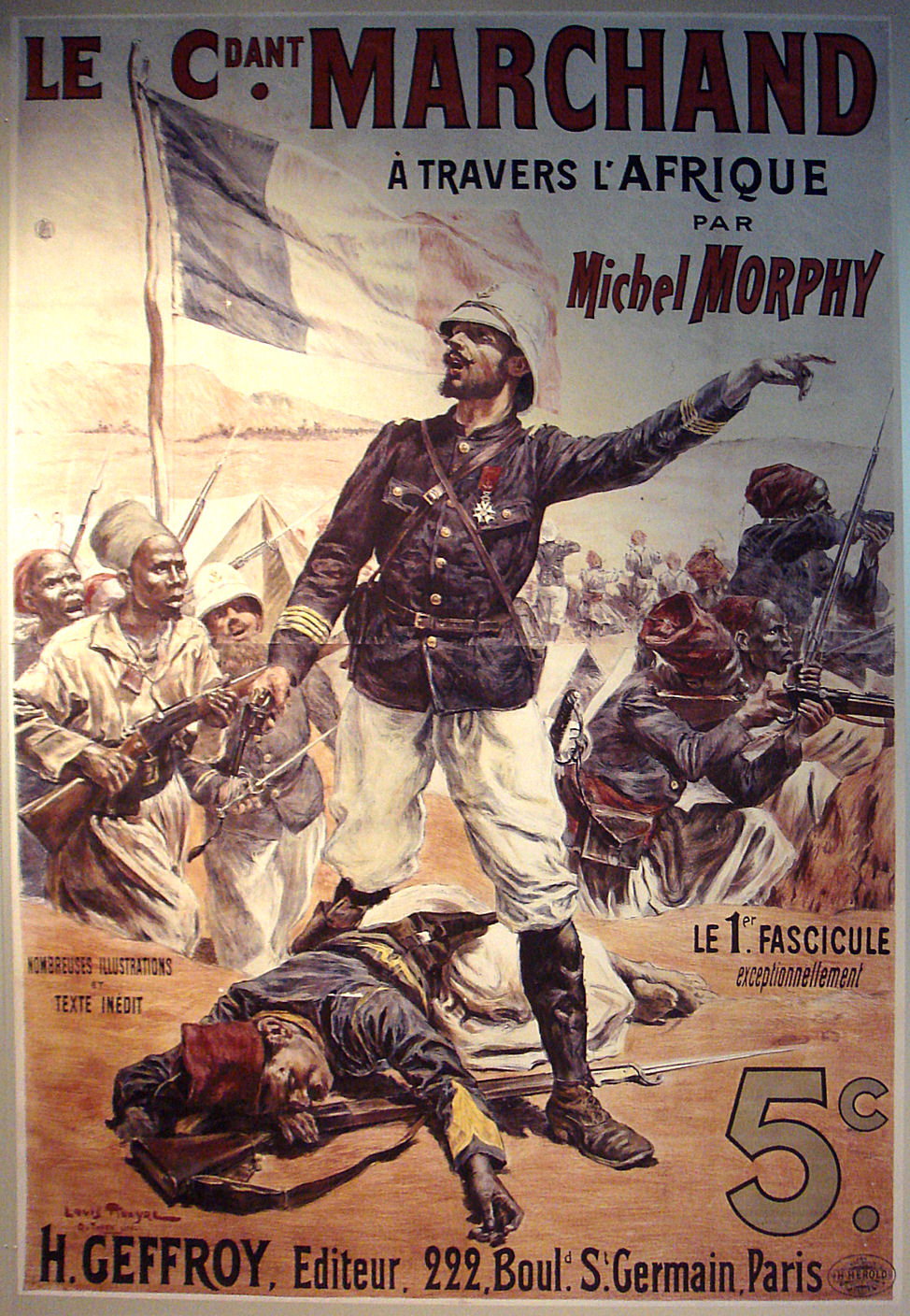
Jean-Baptiste Marchand őrnagy afrikai útjának kortárs ábrázolása

A fashodai incidens az Afrikáért folytatott versengés legforróbb eseménye volt, amikor 1898-ban a brit és francia csapatok találkoztak a mai Dél-Szudánban lévő Fashodánál. A helyzet háborúval fenyegetett, de a felek végül diplomáciai úton rendezték a konfliktust. Ez volt az első lépés az Entente cordiale megírása felé.

## Közvetett és közvetlen előzmények

### A Mahdi-felkelés
Szudán elfoglalását csak a harmadik Salisbury-kormány vette újra tervbe, az ötlet a nagy erélyű, Joseph Chamberlain gyarmatügyi minisztertől származott.
Egyiptom kulcsának tekintették Szudánt: a Nílus vízhozama és az egyiptomi gyapotból származó bevételek nem voltak közömbösek a Brit Birodalom számára, és félő volt, hogy egy másik gyarmatosító hatalommal való konfliktus esetén az ellenséges hatalom valamilyen módon gátolni fogja a Nílus vízellátását. Ezt megakadályozandó, a Nagy-Britannia kormánya szerződéseket kötött a Német Birodalommal és az Olasz Királysággal: előbbieknek elismerték ugandai igényeit, ha a Fehér-Nílus mentén az angolok kaphatnak szabad kezet. Utóbbiakkal hasonló volt a megállapodás, csak itt a Kék-Nílus és Abesszínia volt a szerződés tárgya. Így alapozták meg Szudán elfoglalásának diplomáciai hátterét.
Az egyiptomi hadsereget és az ott állomásozó brit katonákat a Mahdi-felkelés leverése foglalkoztatta: sokan bosszút szerettek volna állni a Khartúmban 1885-ben meggyilkolt Charles George Gordon brit tábornokért („Gordon pasáért”), az egyiptomi vezetés azt szerette volna, ha Szudán újra Egyiptomhoz tartozna.
Ténylegesen azonban csak a franciák mozgolódása után indult meg a brit hadjárat, melyet Herbert Kitchener brit ezredes, az egyiptomi hadsereg szerdárja (főparancsnoka) vezetett.

### A franciák terve
Franciaország nem tudott belenyugodni, hogy 1881–1883 között kiszorult Egyiptomból. Elszigeteltsége miatt azonban nem sokat tehetett, hogy újra hallassa hangját a Nílus mentén. Az elszigeteltségből való kitörés első lépése az orosz–francia szövetség megkötése volt 1893-ban. A következőkben a Szenegál–Dzsibuti tengelyt szerették volna megvalósítani Afrikában, mely a mai Szudánon át vezetett volna, ehhez felhasználták volna a brit részről is tervbe vett asszuáni víztározó megépítését. Hogy a területet megszerezzék, a franciák 1896-ban egy expedíciós hadsereget indítottak el Brazzaville-ből Jean-Baptiste Marchand százados vezetésével. Az expedíciónak a Kongó–Nílus nevet adták (Mission Congo-Nil).

## Találkozás Fashodánál
A francia expedíció két éven át tartó előrenyomulás után, 1898. július 10-én kitűzte a francia lobogót a Nílus partján, Fashodánál (mai neve Kodok város, Dél-Szudán északkeleti részén). A britek csak az omdurmáni csata után, a Níluson lehajózva, szeptember 18-án értek ugyanerre a helyszínre, ahol a két parancsnok, Marchand százados (később őrnagy) és Kitchener ezredes nagyon barátságosan tárgyalt egymással. Kitchener kiemelte a franciák kitartását és bátorságát, mivel amíg egyedül állomásoztak ott, addig két erős mahdista támadást vertek vissza. Az angolok felhúzták saját, illetve a török és egyiptomi zászlót a francia mellé.

## A diplomáciai krízis

Közép- és Kelet-Afrika 1898-ban

Franciaországban 1898 nyarán kormányváltás történt, a külügyminiszteri pozíciót új személy foglalta el. A gyarmatokon agresszívabb fellépést kívánó külügyminiszter, Gabriel Hanotaux helyére Théophile Delcassé került, aki nem osztotta elődjének nézeteit, és egy hónapnyi gondolkodás után visszahívta Szudánból Marchand-t és seregét. Ennek megvoltak a maga okai:
- Bár Franciaország szövetségben állt az Orosz Birodalommal, az együttműködés Nagy-Britannia ellen nem volt érvényes. De ha még érvényes lett volna is, az oroszok nem tudtak volna Közép-Ázsiában megfelelő nyomást gyakorolni a britekre, mivel éppen a Transzszibériai vasútvonalat építették a Távol-Keleten.
- Franciaország csak addig lehetett sikeres Nagy-Britanniával szemben, amíg a diplomáciára támaszkodhatott, mivel egy esetleges háborúban a jóval gyengébb flottával és hadsereggel rendelkező kontinentális ország bizonyosan vereséget szenvedett volna.
- A Német Birodalom hajlandó lett volna semlegességét garantálni Franciaország felé egy háború esetére, de csak abban az esetben, ha a franciák végleg lemondanak az 1871-ben megszállt Elzász–Lotaringiáról. Eközben II. Vilmos császár megpróbált szövetségi szerződést erőltetni a britekre, ez azonban a brit–német kapcsolatok elhidegüléséhez vezetett.
- A francia közvélemény ekkoriban a Dreyfus-ügy miatt volt zajos – ezt nem akarták egy háborúval is megterhelni.

## A Szudán-szerződés
1899. március 21-én a franciák és az angolok egy megállapodásban rögzítették érdekszféráik határait: a franciák nem tekintik magukat illetékesnek Szudán ügyeiben, szabad kezet kaptak viszont a Csád-tó környékén. A szerződés a két állam befolyási övezetének határát a Kongó és a Nílus vízgyűjtőinek határvonalánál vonta meg.
Még januárban Lord Cromer brit diplomata megállapodott az egyiptomi vezetőséggel Szudán későbbi helyzetéről: Szudánban egy brit kormányzó fog irányítani, akit a kedíve nevez majd ki. A megállapodás szerint Szudán nem fog visszacsatlakozni Egyiptomhoz, hanem brit–egyiptomi kondomínium lesz. Ez még az év folyamán megvalósult, mivel a bázisát vesztett Mahdi mozgalmát Kitchener tábornok decemberre teljesen felgöngyölítette Szudánban.
A Szudán-szerződés volt az első lépés Nagy-Britannia és Franciaország közeledésében. (Ez később, 1904-ben az entente cordiale együttműködési szerződés aláírásával valódi katonai szövetségé kovácsolódott, amelyet azonban a közeledés fő létrehozója, Théophile Delcassé külügyminiszteri székében már nem sokáig tudott figyelemmel kísérni, mivel német nyomásra 1906 elején lemondatták.)